# Ernest Trova
 Ernest Trova (* 19. Februar 1927 in Clayton, St. Louis County, Missouri, USA; † 8. März 2009 in Richmond Heights (Missouri), St. Louis County) war ein US-amerikanischer Maler, Grafiker und Bildhauer und wichtiger Vertreter der Pop-Art und des neuen Surrealismus in den USA.

## Leben und Werk
Ernest Tino Trova besuchte die Clayton High School und die St. Louis University High School. Als Künstler war Trova ein Autodidakt.
Sein Interesse an Poesie brachte ihn dazu, eine Korrespondenz mit Ezra Pound zu führen, der sich im St. Elizabeths Hospital in Washington DC nach dem Zweiten Weltkrieg aufhielt. Trova arbeitete als Dekorateur und Schaufenstergestalter.
Der Kunst-Sammler Morton D. May kaufte eines seiner Gemälde und brachte es zum Museum of Modern Art. Im Jahr 1947 hatte Trova seine erste Einzelausstellung und gewann den ersten Preis in einer Ausstellung in Missouri im City Art Museum (heute: Saint Louis Art Museum). Kritiker befanden eines seiner Bilder Roman Boy als provokativ und als „sexually graphic work“, was einen kleinen Skandal auslöste, ihm aber Aufmerksamkeit brachte.
Er begann mit Ausstellungen seiner Kunst in den ersten Jahren in der Pace Gallery in Boston und New York City, die später als „eine der einflussreichsten Galerien in der Welt“ gelten sollte. Einige seiner frühen Werke wurden von den Sammlungen des Guggenheim-Museums und des Museum of Modern Art in New York City, als auch vom Saint Louis Art Museum in seiner Heimatstadt und von der Tate Gallery in London erworben.
Seine Falling Man-Serie von Werken „über den Menschen auf seine unvollkommene Art“ aus dem Jahr 1964 gehört zu seinen bekanntesten Werken. In Skulpturen, Gemälden und Stichen wird eine armlose menschliche Figur dargestellt. Diese Figur wurde daraufhin auch als Dekorationsobjekt für kommerzielle Produkte verwendet. Sie gilt als ein typisches Produkt der Pop-Art. Ernest Trova war im Jahr 1968 mit einigen seiner Druckgrafiken und vier Chromfiguren aus der Falling Man-Serie Teilnehmer der 4. documenta in Kassel.
Trova verwendete klassische amerikanische Comic-Charaktere, um sie mit Anklängen an den Surrealismus in seine Kunst einzufügen. Zu seinem späteren Werk gehören auch zahlreiche konstruktivistisch-abstrakte Skulpturen, einige in ungewöhnlicher verchromter Bronze-Ausführung.